# قائمة أنواع الأرجمون
يوجد عدة أنواع من جنس الأرجمون:
- أرجمون أبيض الأزهار (الاسم العلمي:Argemone albiflora)
- أرجمون أجرد (الاسم العلمي:Argemone arida)
- أرجمون أرجواني (الاسم العلمي:Argemone purpurea)
- أرجمون أرمني (الاسم العلمي:Argemone armeniaca)
- أرجمون أريزوني (الاسم العلمي:Argemone arizonica)
- أرجمون أزرق (الاسم العلمي:Argemone glauca)
- أرجمون أصفر (الاسم العلمي:Argemone ochroleuca)
- أرجمون أهلب (الاسم العلمي:Argemone hispida)
- أرجمون أونبياني (الاسم العلمي:Argemone ownbeyana)
- أرجمون برتقالي (الاسم العلمي:Argemone aurantiaca)
- أرجمون بركارتي (الاسم العلمي:Argemone burkartii)
- أرجمون برونزي (الاسم العلمي:Argemone aenea)
- أرجمون ترنيري (الاسم العلمي:Argemone turnerae)
- أرجمون تشيزوسي (الاسم العلمي:Argemone chisosensis)
- أرجمون دموي (الاسم العلمي:Argemone sanguinea)
- أرجمون رائع (الاسم العلمي:Argemone superba)
- أرجمون رقيق (الاسم العلمي:Argemone gracilenta)
- أرجمون سمين الأوراق (الاسم العلمي:Argemone crassifolia)
- أرجمون شبه أعزل (الاسم العلمي:Argemone subinermis)
- أرجمون شبه ألبي (الاسم العلمي:Argemone subalpina)
- أرجمون شبه متكامل الأوراق (الاسم العلمي:Argemone subintegrifolia)
- أرجمون شبه مغزلي (الاسم العلمي:Argemone subfusiformis)
- أرجمون شجيري (الاسم العلمي:Argemone fruticosa)
- أرجمون شوكي (الاسم العلمي:Argemone echinata)
- أرجمون صفراوي (الاسم العلمي:Argemone ochrolenia)
- أرجمون قصير القرن (الاسم العلمي:Argemone brevicornuta)
- أرجمون كبير الأزهار (الاسم العلمي:Argemone grandiflora)
- أرجمون كثير الأزهار (الاسم العلمي:Argemone polyanthemos)
- أرجمون كثير الأشواك (الاسم العلمي:Argemone pleiacantha)
- أرجمون محرشف (الاسم العلمي:Argemone squarrosa)
- أرجمون مسلح (الاسم العلمي:Argemone munita)
- أرجمون مشطي (الاسم العلمي:Argemone corymbosa)
- أرجمون مفلطح القرون (الاسم العلمي:Argemone platyceras)
- أرجمون مكسيكي (الاسم العلمي:Argemone mexicana)
- أرجمون هونماني (الاسم العلمي:Argemone hunnemannii)
- أرجمون وردي (الاسم العلمي:Argemone rosea)